# Mészely József
Mészely József (Sepsikőröspatak, 1956. március 1.) erdélyi magyar tanító, költő.

## Életútja
A tanítóképzőt a nagyenyedi Bethlen Gábor Kollégium Tanítóképző tagozatán végezte 1977-ben. Már mint az Áprily Lajos Irodalmi Önképzőkör diákvezetője jelentkezett "logikai gondolkodást és tiszta, határozott jövőlátást" tükröző verseivel a Brassói Lapok Alfa rovatában (1976). A sepsiszentgyörgyi 4. számú Általános Iskola tanítója. Verseit a Művelődés, Igaz Szó, Ifjúmunkás is közölte, cikkeivel szerepelt az Új Élet és Falvak Dolgozó Népe hasábjain. Szerepel a fiatal poéták Alapműveletek c. antológiájában (1985). Útnyomok c. kötete kéziratban.
1990 februárjától a Tik-Tak c. sepsiszentgyörgyi gyermeklap szerkesztője, majd annak megszűnése után 1991 júliusától Ferencz Csabával és Zsigmond Győzővel együtt a Háromszék Csodamalom c. gyermekoldalát szerkeszti. Verseit és fordításait közli a Jelenlét, Látó, Háromszék, Európai Idő, Brassói Lapok, A Hét, a Székely Útkereső. Gyermekverseit és népszokás-összeállításait tartalmazza a Karácsonyi vakációs füzet (1991) és a Húsvéti vakációs füzet (1992), mindkettő Sepsiszentgyörgyön. Verseket fordított Mircea Dinescu, Ana Blandiana, Ștefan Augustin Doinaș, Claudiu Baralt, Ioana Pîrvulescu és Marin Sorescu terméséből, bemutatva a román ellenállás líráját.
Tanított Sepsiszentgyörgyön, Budapesten. Jelenleg Mosonmagyaróváron él, az Ujhelyi Imre Általános Iskola tanítója és az Aranypor című kistérségi irodalmi folyóirat szerkesztője.

## Megjelent önálló kötetei
- Szentgyörgy-napi sokadalom, 1995, Stúdium Kiadó, Kolozsvár
- Madarak voltunk, földre szálltunk..., 1996, Bon Ami Kiadó, Sepsiszentgyörgy
- Duruzsoló, 1997, Bon Ami kiadó, Sepsiszentgyörgy
- Évszakforgó, 2000, Charta Könyvkiadó, Sepsiszentgyörgy
- Munkáltató ábécéskönyv, 2000, T3 Kiadó, Sepsiszentgyörgy
- Első Olvasókönyvem, 2000, T3 Kiadó, Sepsiszentgyörgy
- Írás munkafüzet, 2000, T3 Kiadó, Sepsiszentgyörgy
- Anyanyelvi játékok kisiskolásoknak, 2002, Pannon literatúra kft., Kisújszállás
- Útnyomok, 2011, Mosonvármegye Lap és Könyvkiadó, Feketeerdő
- Csillagporos varázslatok, 2011, AB-ART Könyvkiadó, Pozsony
- Kozma László–Mészely József: Aranyszánkó; magánkiadás, Mosonmagyaróvár, 2013

## Közös kötetek, antológiák
- Alapművelet, Kriterion Könyvkiadó, Bukarest
- Megy a nyár, jön a tél, Pannon Literatúra kft.
- Kikelettől lombhullásig, Pannon Literatúra kft.
- Ákombákom hadsereg, Pannon Literatúra kft.
- Bohóckodó, Urbis könyvkiadó, Budapest
- Merített örökség, Baráti kör Újrónafőért Alapítvány
- Szelíd állat, Pont Kiadó, Budapest